# Regione di Boucle du Mouhoun
La regione di Boucle du Mouhoun era una delle regioni del Burkina Faso. Fu creata il 2 luglio 2001 e aveva come capitale Dédougou. La riforma amministrativa di luglio 2025 ha stabilito di suddividere la regione in due: quella di Sourou e quella di Bankui. 

## Suddivisione amministrative
La regione era suddivisa in 6 province:
- Balé
- Banwa
- Kossi
- Mouhoun
- Nayala
- Sourou